# قلمرو اوداوارا
قلمرو اوداوارا (به ژاپنی: 小田原藩 Odawara-han)، یک هان (ژاپن) در دوره ادو بود.